# コスト分析
コスト分析(Cost analysis)とは特定の目標を達成する上で必要な資源の分量についての分析である。

## 概要
軍事的領域においてはヒッチやマケインが国家安全保障は経済的な要因に依存しており、軍事力に対する経済力の重要性を強調している。また経済的な領域においては事業に必要な資源と生み出す価値の分析を組み合わせることで費用便益分析の方法が確立されている。いずれの領域においてもコスト分析は資源の効率的な運用を判断するために使用され、具体的には計画の評価や予算の策定の場面においてしばしば使用される。コスト分析はさまざまな費用を取り扱うが、軍事敵領域において典型的な費用の例として研究開発費用、人件費用、展開費用、運用費用、そして費用増加に着目する。これらの要素に着目しながら三つの基本的なコスト分析のアプローチを示すことができる。一つはボトムアップ的な方法であり、工学的アプローチである。この方法では所要の物資や労働力の詳細な分析であり、それぞれの費用の要素を繰り返し分解しながら検討するコスト分析である。二つ目は類推的なアプローチである。多くの費用の調整はコスト分析の対象となるシステムとそれに類似するシステムの相違点となる効果、技術革新、生産物の相違などから作り上げられていると考え、類推的アプローチでは異なる二つのシステムを比較分析する。最後にトップダウン的な方法または費用見積関係(Cost-Estimating Relationship, CER)アプローチと呼ばれる方法がある。費用見積関係とはデータベースから選択されたパラメータを中心とした分析手法と言える。具体的には航空機が基本的な状態での重量を考える場合に、長期間にわたって使用されている航空機の重量や測度に基づいて判断する。コスト分析の全てにおいて不確実性や危険性の要因が介在してくる。